# Strada statale 394 del Verbano Orientale
La strada statale 394 del Verbano Orientale (SS 394) è una strada statale italiana.

## Percorso
Ha inizio a Varese, presso il quartiere di Masnago. Attraversa i comuni di Casciago, Luvinate, Barasso, Comerio scendendo verso Gavirate e Cocquio-Trevisago, qui incrocia tramite rotatoria la SP 1 e la SP 1var che ne è costituisce la naturale variante di tracciato. Proseguendo attraversa Cocquio-Trevisago, la sua frazione di Sant'Andrea e giunge a Gemonio, dove incrocia la strada statale 629 del Lago di Monate, proveniente da Vergiate, poco prima di Cittiglio,  la strada incrocia il termine della variante della SP 1, e la SP ex SS 394 dir per Laveno Mombello.
Dopo una svolta a destra e imboccata la Valcuvia, sia attraversano di Brenta e Casalzuigno, Cuveglio, Rancio Valcuvia, Cassano Valcuvia, Mesenzana, Brissago-Valtravaglia e Germignaga, poi dopo aver attraversato il Fiume Tresa, incrocia la SP 69 ed entra in Luino.
Superata Luino,   costeggia il Lago Maggiore,con alcune gallerie, toccando Colmegna, Maccagno, Tronzano Lago Maggiore, Pino Lago Maggiore, per terminare al Confine di Stato di Zenna ed entrare in Svizzera, dove prosegue come H405.
La tratta Varese-Cittiglio, non è particolarmente scorrevole a causa dei numerosi centri abitati attraversati e il limite di velocità è generalmente di 50 km/h; la tratta in Valcuvia è più scorrevole (eccetto per l'attraversamento di Cuveglio per il quale sarebbe in progetto una variante) e con il limite frequentemente posto a 70 km/h; tale sezione fu interessata, fra il 1914 e il 1949 dalla presenza del binario della tranvia della Valcuvia, che occupava il lato destro della carreggiata in direzione nord est.
Fino al 1997, il percorso originario raggiungeva Luino attraverso Laveno Mombello e la costa del Lago Maggiore; il tratto attuale della SS 394 da Cittiglio a Luino era in origine parte della SP54 della Provincia di Varese ed è stato (insieme al tratto "Vergiate-Gemonio", ora SS 629)  passato ad ANAS ed elevato a strada statale, in sostituzione del più tortuoso tratto sulla sponda del lago.

### Percorso
| del Verbano Orientale | |
| Tipo                  | Uscita |
|                       | Varese Masnago |
|                       | Casciago |
|                       | Luvinate |
|                       | Barasso |
|                       | Comerio |
|                       | Gavirate del Chiostro di Voltorre (Buguggiate - Cocquio Trevisago) (Cocquio Trevisago - Cittiglio)                                                    |
|                       | Cocquio-Trevisago Sant'Andrea (Cocquio Trevisago - Cittiglio)                                                                                         |
|                       | Gemonio del Lago di Monate del Campo dei Fiori (Brinzio - Gemonio)                                                                                    |
|                       | Cittiglio Colacem S.p.A. Stabilimento di Caravate (Cocquio Trevisago - Cittiglio) SP ex SS394 dir del Verbano Orientale (Cittiglio - Laveno Mombello) |
|                       | Brenta |
|                       | Casalzuigno |
|                       | Cuveglio degli Organari (Azio - Cuveglio) del San Martino (Cuveglio - Duno)                                                                           |
|                       | Rancio Valcuvia del Sasso Marée (Varese - Brinzio - Rancio Valcuvia)                                                                                  |
|                       | Cassano Valcuvia |
|                       | Mesenzana della Margorabbia (Ghirla - Brezzo di Bedero)                                                                                               |
|                       | Brissago-Valtravaglia |
|                       | Germignaga Lago Maggiore |
|                       | Luino Lago Maggiore Fiume Tresa della Valle della Tresa (Porto Ceresio - Luino) di Santa Caterina (Sesto Calende - Luino)                             |
|                       | Luino Colmegna Lago Maggiore |
|                       | Maccagno Lago Maggiore della Val Veddasca (Maccagno - Valico Indemini)                                                                                |
|                       | Tronzano Lago Maggiore Lago Maggiore |
|                       | Pino sulla Sponda del Lago Maggiore Lago Maggiore |
|                       | Dogana di Zenna Confine di Stato - Svizzera Lago Maggiore                                                                                             |

## Strada statale 394 dir del Verbano Orientale
La strada statale 394 dir del Verbano Orientale (SS 394 dir), ora strada provinciale 394 dir del Verbano Orientale (SP 394 dir), è una strada provinciale italiana.
Costituisce il collegamento tra Cittiglio e Laveno Mombello. Ha inizio a Cittiglio, all'incrocio con la SP 1 var e la strada statale 394 del Verbano Orientale (al km 16,300), e porta a Laveno Mombello, dove si immette nella SP 69 Sesto Calende-Luino. Il tracciato è pianeggiante.
Fino al 1997 era parte integrante dell'itinerario della SS 394: a seguito della revisione dell'itinerario , il tratto tra Cittiglio e Laveno Mombello fu riclassificato come SS 394 dir.
In seguito al decreto legislativo n. 112 del 1998, dal 2001 la gestione è passata da ANAS alla Regione Lombardia, che ha provveduto al trasferimento dell'infrastruttura al demanio della Provincia di Varese.